# Правителство на Народна република Македония (6)
Шестото правителство на Народна република Македония, наречено Изпълнителен съвет на Народното събрание на Народна република Македония, е формирано на 19 декември 1953 година. Мандатът му продължава над четири години, до 15 април 1958 година.

## Състав на Изпълнителния съвет
За първи път начело на правителството застава различен човек от Лазар Колишевски. Съставът на правителството е следният:
- Любчо Арсов – председател на съвета
- Кръсте Цървенковски – заместник-председател
- Вера Ацева – член
- Наум Наумовски – член
- Филип Брайковски – член
- Киро Георгиевски – член
- Ристо Джунов – член
- Златко Биляновски – член
- Реис Шакири – член
- Божидар Джамбаз – член
- Аспарух Каневче – член
- Диме Бояновски – член и министър на правосъдието[3]